# Atentados de Noruega de 2011
Los atentados del 22 de julio de 2011 en Noruega consistieron en una explosión en el distrito gubernamental de Oslo (capital de Noruega), y un tiroteo ocurrido dos horas después en la isla de Utøya (ubicada en el lago Tyrifjorden, perteneciente al municipio de Hole), a pocos kilómetros de Oslo, que dejó un saldo total de 77 muertos y más de un centenar de heridos, la mayoría de ellos adolescentes. 
Durante los días posteriores a la tragedia, la policía había hablado de cifras de hasta 93 muertos, pero después revisó la cifra a la baja fijándola en 76; la policía explicó que el escenario después de los atentados era muy confuso y probablemente algunos cuerpos se contaron varias veces. Posteriormente una víctima murió en el hospital elevando la cifra a 77. El primer ataque fue la explosión de un coche bomba en Oslo dentro de Regjeringskvartalet, el barrio del gobierno ejecutivo de Noruega, a las 15:25:22 (CEST). La bomba fue colocada dentro de una camioneta junto a la torre que albergaba la oficina del entonces primer ministro Jens Stoltenberg. La explosión mató a ocho personas e hirió al menos a 209, doce de ellas de gravedad. 
El segundo ataque ocurrió menos de dos horas después en un campamento de verano en la isla de Utøya en Tyrifjorden, Viken. El campamento fue organizado por la AUF, la división juvenil del gobernante Partido Laborista Noruego (AP). Breivik, vestido con un uniforme de policía hecho en casa y mostrando una identificación falsa, tomó un ferry a la isla y abrió fuego contra los participantes, matando a 69 e hiriendo al menos a 110, 55 de gravedad. Entre los muertos había amigos de Stoltenberg, además del hermanastro de la princesa heredera de Noruega, Mette-Marit. El ataque fue el más mortífero en Noruega desde la Segunda Guerra Mundial. Una encuesta encontró que uno de cada cuatro noruegos conocía a alguien afectado. La Unión Europea, la OTAN y varios países expresaron su apoyo a Noruega y condenaron los ataques. 
El Informe Gjørv de 2012 concluyó que la policía de Noruega podría haber evitado el bombardeo y atrapado a Breivik más rápido en Utøya, y que deberían haberse implementado medidas para prevenir nuevos ataques y «mitigar los efectos adversos». Por la tarde, se desató una gran confusión en Oslo y más tarde las autoridades confirmaron que detuvieron al hombre disfrazado de policía que abrió fuego contra la multitud en Utøya, antes de que se emitiera esta información incluso se pensó que los atentados que estaban afectando a Noruega habían sido perpetrados por Al Qaeda. El detenido era Anders Breivik, un empresario noruego de 32 años descrito por la policía como simpatizante de la extrema derecha. Descrito por sí mismo en su propio Facebook como cristiano, de ideología nacionalista (contrario al multiculturalismo), islamófobo y admirador del movimiento político estadounidense del Tea Party. Más tarde, el primer ministro  se dirigió a la nación con estas palabras:

«No dejemos que nos asusten», (...) «no van a destruir nuestra democracia. Somos una nación pequeña y orgullosa. Nadie nos silenciará con las bombas. Nadie nos disparará para callarnos».
Jens Stoltenberg

## Explosión en Oslo

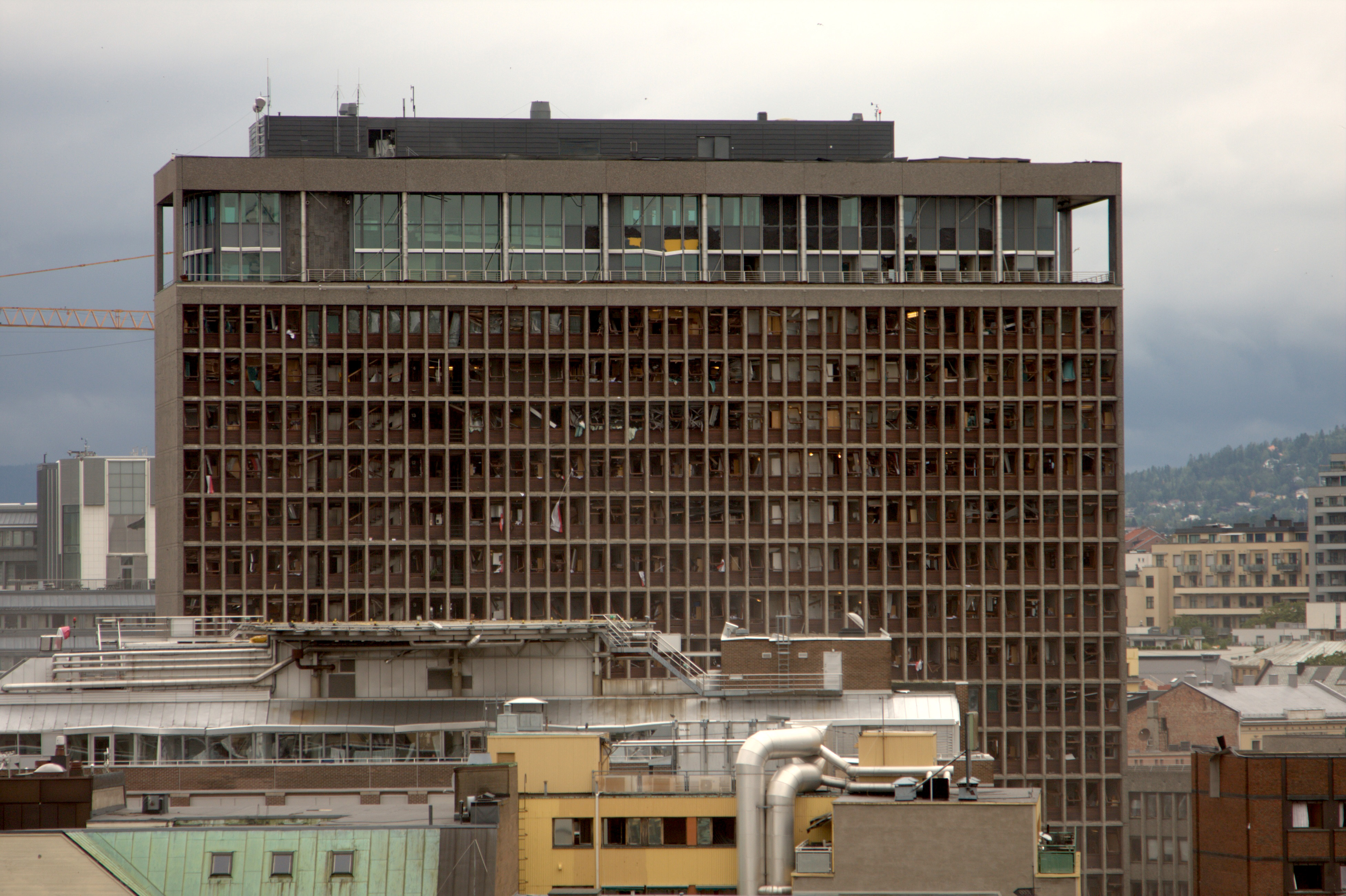
El edificio del primer ministro destruido horas después del atentado.

A las 15:26 CEST (13:26 UTC) se produjo una explosión en el entorno de la oficina del primer ministro Jens Stoltenberg. En la zona se congregan casi todos los edificios gubernamentales, siendo la sede del Ministerio de Petróleo y Energía el edificio más dañado. Más adelante hubo incendios en estos edificios.
Según medios locales, el edificio del gobierno afectado quedó prácticamente destruido y la zona se «asemejaba a una zona de guerra», por el daño causado. De acuerdo con las declaraciones de la policía, el atentado fue perpetrado por un hombre llamado Anders Behring Breivik mediante un coche bomba y podría haber consistido de una o varias explosiones que afectaron al edificio, dejándolo en llamas y con sus diecisiete pisos con severos daños. Para una mejor actuación de los equipos de emergencia, la policía acordonó el área hasta cinco manzanas en torno del edificio y se evacuó la totalidad del resto de los edificios gubernamentales por miedo a más atentados.

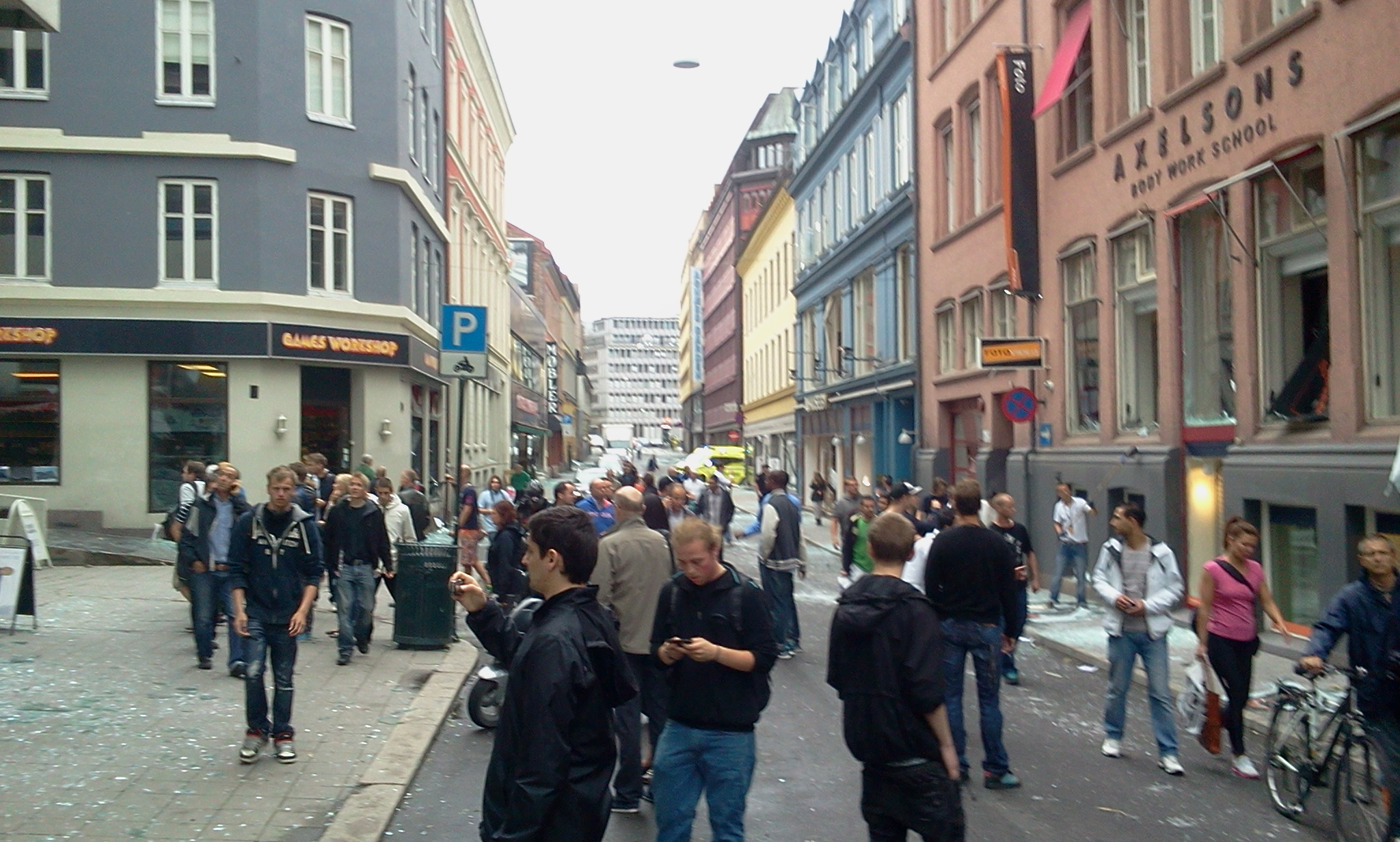
Incertidumbre en las cercanías del atentado.

Medios noruegos aseguraron que se sintió un movimiento en el suelo con la explosión. Testigos en el lugar aseguraron que pudo haber sido causada por un coche-bomba. Además, el estruendo de la explosión y la onda expansiva se dejaron sentir en varios kilómetros a la redonda, según informaron testigos.

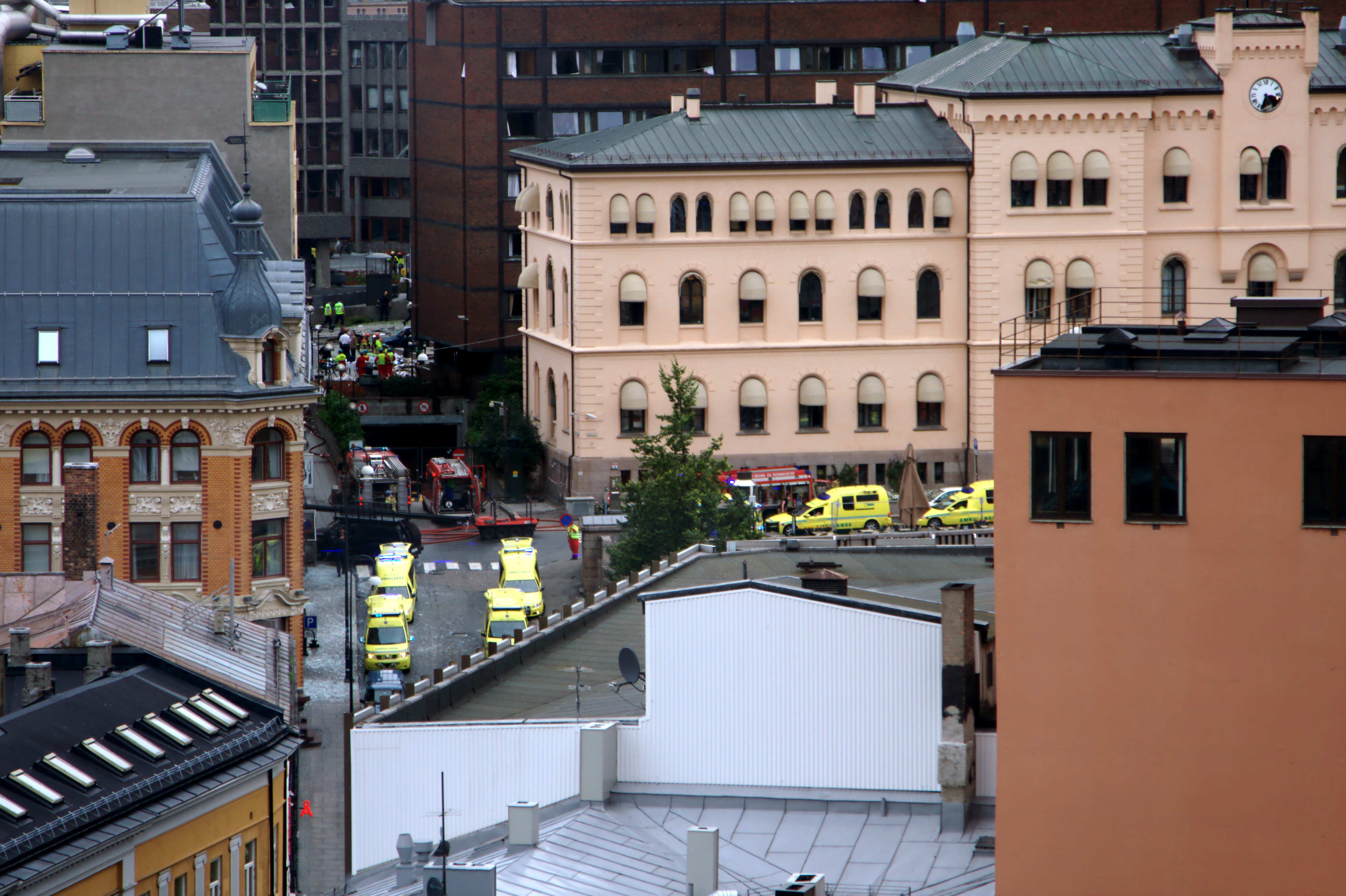
Efectivos de seguridad y ambulancias trabajando en las cercanías de la sede del primer ministro.

El atentado causó fuertes daños en los edificios circundantes, entre ellos los complejos gubernamentales denominados H e Y que contienen murales diseñados por Picasso. Para estos edificios se estudia la posibilidad de una costosa rehabilitación o la demolición, lo que implicaría extraer los murales para reinsertarlos posteriormente en los nuevos edificios.

## Atentado de Utøya
Pocas horas después se supo que un individuo disfrazado de policía (Anders) había reunido a todos los que se encontraban en el islote con la intención de llevar a cabo un control de seguridad, pero luego abrió fuego en el campamento juvenil político del Partido Laborista Noruego donde al día siguiente iba a participar el primer ministro con las juventudes de su partido en el islote de Utøya, situado al norte de la capital. El asesino iba armado con una pistola y un rifle, y antes de comenzar el tiroteo reunió a todas las personas sirviéndose de la autoridad de policía que le otorgaba su uniforme. Una vez reunidos comenzó a disparar sobre ellos de modo indiscriminado. De acuerdo con la policía local, 69 personas murieron víctimas del ataque. Se cree que gran parte de las víctimas murieron ahogadas mientras escapaban.
También, se encontraron en el islote varios explosivos desactivados, según informó la policía local. El tiroteo en la isla (que según los últimos recuentos de la Policía dejó al menos 69 muertos) duró más de 70 minutos, tiempo durante el cual el pistolero disparaba con pausas de 10 segundos entre los tiros, mientras celebraba con gritos de victoria. Desde el momento en que la Policía recibió la llamada oficial de las autoridades locales del pueblo más cercano a la isla pidiendo su intervención urgente hasta que las fuerzas policiales desembarcaron en la isla transcurrieron 47 minutos, y sólo dos minutos después de llegar los efectivos policiales el asesino se rindió a ellos; lo que ha desatado fuertes críticas de que muchas vidas pudieron salvarse si la policía hubiera llegado antes a Utøya.

## Responsabilidad
Ambos ataques estaban aparentemente coordinados. En un principio, un supuesto comunicado de un grupo islamista llamado Ansar al-Jihad al-Alami (colaboradores de la Yihad Global) proclamó la autoría de los atentados, según informó el diario The New York Times. Sin embargo, posteriormente, quien había reclamado el atentado en nombre de ese grupo «se retractó» y la policía noruega dijo que sospechaba de grupos noruegos antisistema, lo que también sería negado más tarde.

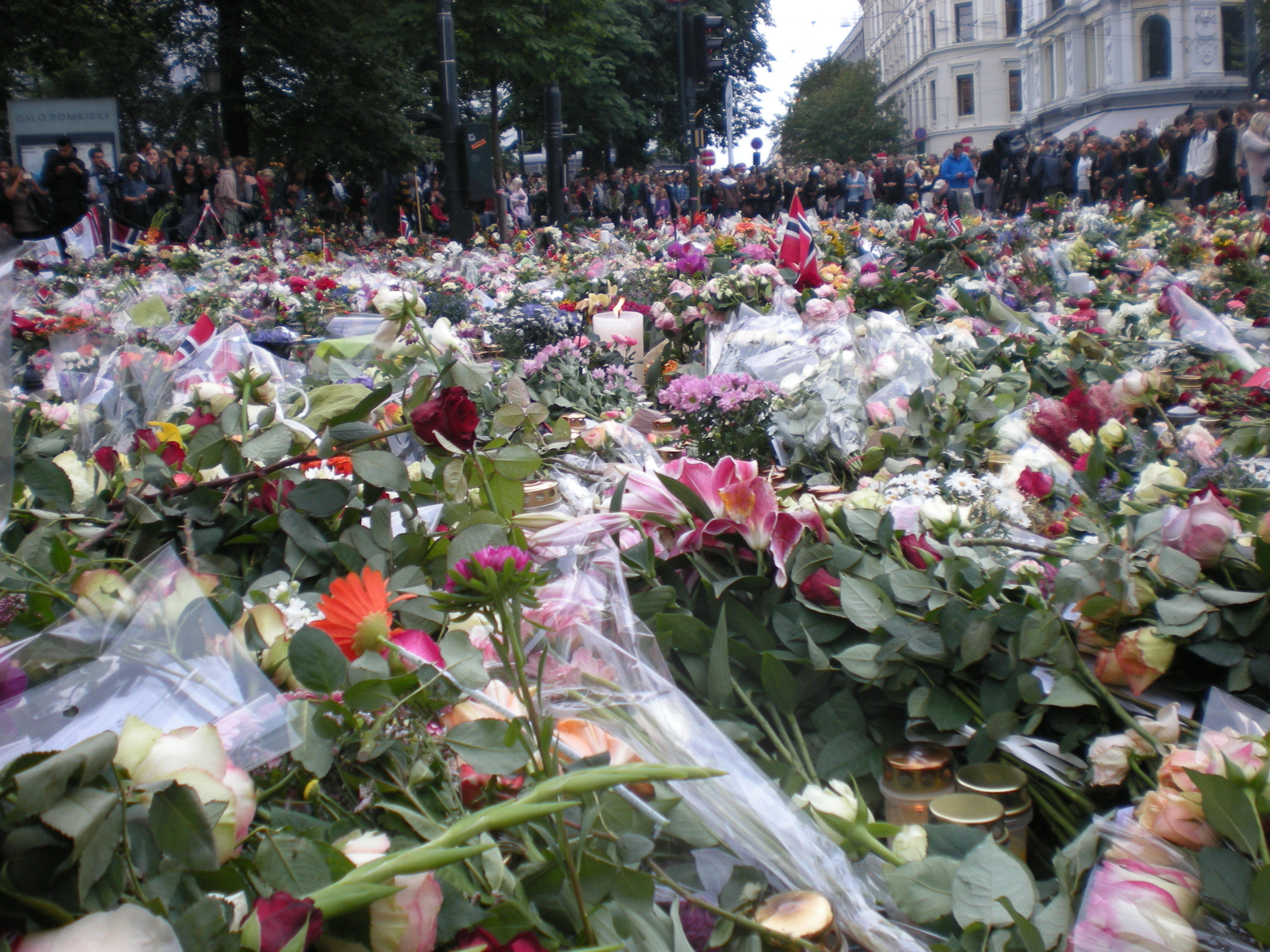
Flores fuera de la Catedral del Salvador de Oslo después del 22 de julio de 2011.

El asesino, detenido en el islote de Utøya, era Anders Behring Breivik, un empresario noruego de 32 años descrito como nacionalista y fundamentalista cristiano, al que algunos consideran de extrema derecha, si bien él mismo se definía como cristiano y conservador en su perfil de Facebook. Anders Behring Breivik había colgado mensajes en Internet declarándose enemigo de la sociedad multicultural.
De acuerdo con su abogado, Breivik habría declarado que su acción fue «atroz» pero «necesaria» y que la había planificado durante un largo período de tiempo. Además se supo que había redactado un «manifiesto» de 1500 páginas y lo había colgado en Internet antes de los atentados (según algunas fuentes está bastante inspirado en escritos de Unabomber); ese texto, titulado 2083. A European Declaration of Independence y firmado con el seudónimo de Andrew Berwick, gira en torno a la «guerra de culturas» y en cómo puede liberarse Europa del Islam. También se dio a conocer que Breivik se identificaba a sí mismo con los Caballeros Templarios y que había colgado un vídeo en YouTube en que llamaba a sus seguidores a la guerra contra el marxismo y el Islam; en él aparecía empuñando un fusil automático y con un parche en el brazo que decía «Cazador de Marxistas». YouTube retiró el vídeo el día siguiente a la masacre por la noche.
La Policía noruega estudió la posibilidad de acusar a Breivik de crímenes contra la humanidad, ya que los crímenes de terrorismo de los que lo acusaron originalmente tienen una pena máxima de apenas 21 años de cárcel en el Código Penal noruego, mientras que los crímenes contra la humanidad tienen en ese mismo código una pena máxima de 30 años de prisión. De todas maneras se generó un fuerte debate en la sociedad noruega, ya que la mayoría de la población consideraba que las penas contempladas por la legislación penal de su país eran demasiado blandas; y en el caso especial de Breivik desearían verlo condenado a cadena perpetua o incluso, en el caso de algunos sectores por la indignación, a la pena de muerte.

## Adaptaciones cinematográficas
- Utoya Island (2012), inspirada en el atentado en la isla, dirigida por Vitaliy Versace.
- 22 de julio (2018), thriller dramático dirigido por Paul Greengrass.
- Utøya 22. juli (2018), cinta que recrea lo sucedido en la isla de Utøya en tiempo real, dirigida por Erik Poppe.[25][26][27]
- Reconstructing Utøya (2018), documental que reconstruye lo sucedido con testimonios de sobrevivientes, dirigido por Carl Javér.